# SUP Media
SUP Media (SUP, СУП) — міжнародна медійна компанія зі штаб-квартирою у Москві та офісами в Сан-Франциско (США) та Києві (Україна). Отримала широку популярність після придбання у компанії Six Apart сайту livejournal.com.

## Історія
Компанія була заснована 2006 року російським підприємцем Олександром Мамутом і американським видавцем Ендрю Полсоном.
У березні 2013-го компанії «СУП Медіа» і «Рамблер-Афіша» об'єдналися. У травні 2013 операція завершилася з утворенням компанії «Рамблер-Афіша-СУП».

## Власники і керівництво
Власником SUP Media є Олександр Мамут (100 %).
Генеральний директор — Лілія Омашева.

## Діяльність
За інформацією з офіційного сайту SUP Media контролює такі Інтернет-проекти:
- Газета.Ru — інформаційне суспільно-політичне онлайн-видання.
- Живий Журнал — одна з найстаріших і найбільш відомих у світі блог-платформ, впливове соціальне медіа.
- Чемпіонат.сом — найбільший в Росії спортивний інтернет-ресурс.
- Фанат.ру — російська соціальна мережа спортивних уболівальників.
- Quto.ru — російський онлайн-сервіс з підбору нових автомобілів.
- Redigo.ru — російський сайт про подорожі. Містить гіди по всім країнам світу, актуальні новини, поради редакції та відгуки досвідчених мандрівників. В березні 2016 року сайт став частиною Рамблер/Подорожей [Архівовано 29 листопада 2016 у Wayback Machine.].
- +SOL — рекламне агентство, що спеціалізується на роботі з соціальними ЗМІ (одночасно є внутрішнім комерційним відділом SUP Media).
- Letidor.ru — російський сайт для батьків. Містить статті на теми виховання дітей, сервіси «Гра на вечір» і «Календар вагітності».

## Суп Медіа
Компанія ЗАТ «Суп Фабрик» зареєстрована 25 серпня 2006 року, перейменована в ЗАТ «Суп Медіа» 20 грудня 2011 року.
- Реєстратор — Міжрайонна інспекція Федеральної податкової служби № 46 по р. Москві.
- Керівник — Генеральний директор ЗАТ «Суп Медіа» — Омашева Лілія Сергіївна.
- ЗАТ перебуває у власності іноземних юридичних осіб[10].
- Офіс розташований у Москві за адресою вул. Мала Дмитрівка, 20[11].

## Критика
Компанія неодноразово піддавалася різкій критиці у зв'язку з управлінням Живим Журналом: за введення власної індексації і особливо за скасування так званих базових акаунтів (безкоштовних акаунтів без реклами) для нових користувачів. 21 березня 2008 року багато користувачів ЖЖ в Росії і за кордоном бойкотували ЖЖ в рамках акції протесту «День без вмісту». Критики зауважують, що керівник служби блогів компанії SUP Антон Носик стверджував, що базові акаунти будуть збережені.